# س. بي كونولي
س. بي كونولي (بالإنجليزية: C. P. Connolly)‏ هو صحفي أمريكي، ولد في 1863، وتوفي في 1935.